# Tagetes osteni
Tagetes osteni là một loài thực vật có hoa trong họ Cúc. Loài này được Hicken miêu tả khoa học đầu tiên năm 1913.